# Hemicycliophora chathami
Hemicycliophora chathami är en rundmaskart. Hemicycliophora chathami ingår i släktet Hemicycliophora och familjen Criconematidae. Utöver nominatformen finns också underarten H. c. chathami.